# Pierre Dørge

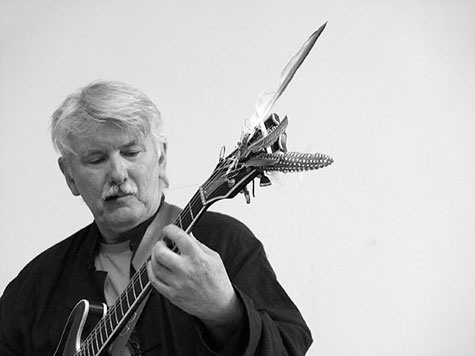
Pierre Dørge 2014

Pierre Dørge (* 28. Februar 1946 in Kopenhagen) ist ein dänischer Komponist und Jazz-Gitarrist.

## Leben und Wirken
Bereits als Teenager gewann Dørge mit seiner ersten Gruppe Preise in den Jazzwettbewerben des Dänischen Rundfunks. Ende der 1960er befasste sich der Gitarrist mit experimenteller Musik und war Mitglied in John Tchicais Cadentia Noca Danica. Ellingtonsounds und Free Jazz, afrikanische Musik und zeitgenössische Kompositionen bildeten die Grundlage für die Arbeit in seinem 1978 gegründeten Quartett Thermaenius, dem die Perkussionistin Marilyn Mazur und seine Gattin, die Keyboarderin Irene Becker, angehörten. Er spielte weiterhin als Jazzgitarrist in kleinen Gruppen mit Walt Dickerson, Johnny Dyani, John Stevens, Khan Jamal und anderen Jazzmusikern.
1980 gründete er das New Jungle Orchestra, das er bis heute leitet. Diese Big Band mit Musikern aus verschiedenen Ländern Europas, Afrikas und Amerikas zählt zu den originellsten und beständigsten europäischen Großformationen im Bereich des Jazz; zu ihm gehörten beispielsweise Marilyn Mazur, Harry Beckett, Johnny Dyani, John Tchicai, Jesper Zeuthen und Hamid Drake. Als Gastsolisten wirkten auch David Murray (The Jazzpar Prize, 1991) und Ray Anderson (2004) mit. Dørge ließ sich für das Repertoire des Orchestra von Jazzmusikern wie Duke Ellington, Ornette Coleman, Charles Mingus, aber auch von Frank Zappa, Béla Bartók und Igor Strawinsky sowie von ethnischen Musikkulturen, arabischer, west- und südafrikanischer und balinesischer Musik inspirieren. Von 1993 bis 1996 repräsentierte die Band als „Staatsensemble“ Dänemark und spielten als eine Art „Kulturbotschafter“ vor Nelson Mandela, aber auch in Brasilien, China und Australien.
Mit Irene Becker komponierte Dørge auch die Musik zur schwedischen Kinderserie Eva und Adam. Er komponierte zudem die Oper „Chinese Compass“, die 1998 beim „Aarhus International Art Festival“ uraufgeführt wurde.

## Diskographische Hinweise
- Landscape with Open Door (Steeplechase, 1978)
- Pierre Dørge & New Jungle Orchestra: Johnny Lives (Steeplechase, 1987)
- Pierre Dørge-Morten Carlsen-Irene Becker-Hamid Drake: La Luna (Olufsen, 1987)
- Very Hot - Even the Moon Is Dancing (Steeplechase, 1987; mit Harry Beckett, John Tchicai, Johnny Dyani, Marilyn Mazur)
- Pierre Dørge & New Jungle Orchestra: Live in Chicago (Olufsen, 1990)
- Zig Zag Sinfoni (Stunt, 2000)
- Pierre Dørge & New Jungle Orchestra: Dancing Cheek to Cheek (Stunt, 2004)
- Pierre Dørge & New Jungle Orchestra: At the Royal Playhouse (Steeplechase, 2008; mit Josefine Cronholm, Shashank Subramanyam & Dawda Jobarteh)
- Pierre Dørge & New Jungle Orchestra: Tjak Tjaka Tchicai (Steeplechase, 2013)

## Lexigraphische Einträge
- Wolf Kampmann (Hrsg.), unter Mitarbeit von Ekkehard Jost: Reclams Jazzlexikon. Reclam, Stuttgart 2003, ISBN 3-15-010528-5.